# فولكشتوم

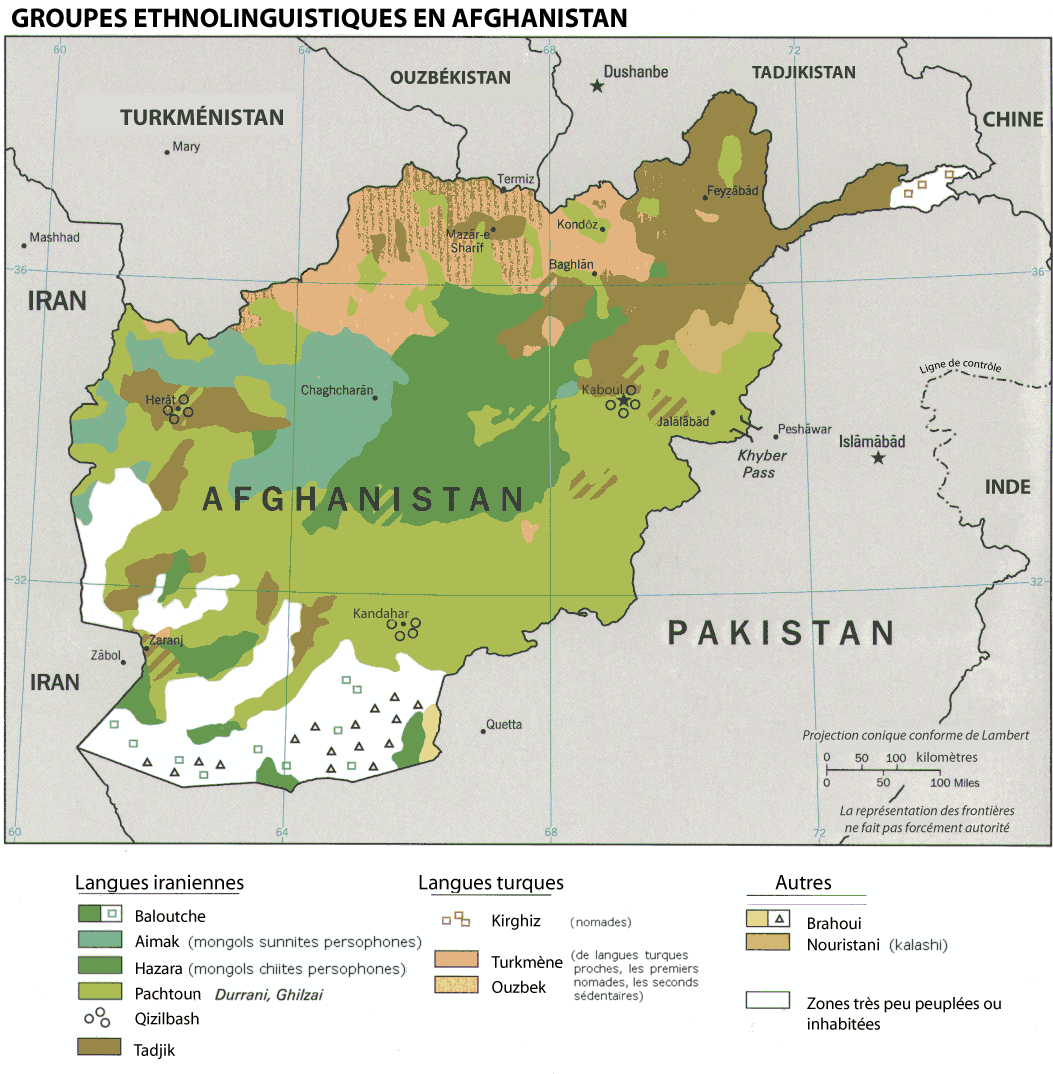

فولكشتوم هي أقلية عرقية، كانت الفكرة الأساسية لحركة فولكيش.
وقد صاغ هذا المصطلح القوميون الألمان في سياق «حروب الحرية» في ألمانيا، في معارضة ملحوظة واعية لمثل الثورة الفرنسية مثل حقوق الإنسان العالمية. يتم انتقاد هذا المعنى للكلمة الآن في الأوساط الأكاديمية، على الرغم من أنها لا تزال مستخدمة في حماية الأقليات العرقية وهي معيار قانوني في النمسا.

## التاريخ

### الأصول
في عصر التنوير، كان الصفة volkstümlich عادة تعني الإنجازات الثقافية للألمان غير المتعلمين وكذلك الثقافة الشعبية. كان «شعر الناس» (Volksdichtung) أدبًا «عاليًا»، وثقافة تمييز، وخفض جزءًا من قيمة تعليم النخبة وجعله مثاليًا جزئيًا. لم يكن المفهوم مرتبطًا بعد بأمة معينة، وعزا بعض خصائصه إلى الثقافة غير الألمانية.
جوستوس موسر (1720-1794)، يوهان جوتفريد فون هيردر (1744-1803)، يوهان جورج هامان (1730-1788) وغيرهم من الرومانسيين الألمان زادوا المفهوم تدريجيًا من خلال أفعالهم. [بحاجة لتوضيح]

### الرايخ الثالث
تحت الاشتراكية الوطنية تم تفسير Volkstum. أدولف هتلر، في كفاحي، وضع Volkstum إلى جانب العرق، «لأن Volkstum، أفضل من العرق، لا يكمن فقط في الكلام، ولكن في الدم.» 